# K-12 (航空機)
K-12 桜号
川西 K-12,1928年7月。
- 用途：記録機
- 設計者：関口英二
- 製造者：川西航空機
- 初飛行：1928年6月
- 生産数：2機
- 運用状況：退役

K-12は、世界初の太平洋無着陸横断飛行を目的とした日本の飛行機。愛称は桜号（さくらごう）。

## 経緯
1927年（昭和2年）5月に行われたチャールズ・リンドバーグのスピリット・オブ・セントルイス号による大西洋横断飛行の成功に影響され、同年8月に帝国飛行協会によって日本製航空機による太平洋横断飛行計画が発議され、帝国飛行協会のほかに大日本帝国海軍、大日本帝国陸軍、帝国大学、中央気象台などによる委員会が発足。同年10月に海軍の協力を受けながら、川西機械製作所飛行機部（翌年に川西航空機へと分離独立）の関口英二技師によって使用機となるK-12の設計が開始された。
搭乗者には日本航空株式会社の操縦士だった後藤勇吉、海江田信武、藤本照男、諏訪宇一ら四名が選ばれた。
K-12は予備機である一号機と実行機である二号機の2機が制作され、一号機は1928年（昭和3年）6月、二号機は同年8月に完成した。しかし、航空局は機体構造・性能検査や一号機の試験飛行の結果、K-12は離陸滑走距離が長過ぎ、エンジンの信頼性や機体強度も不足していると主張し、太平洋横断飛行には不適とした。主催者および川西はこれに抗議したが、同年11月に飛行計画は一度中止されることになった。
その後研究は再開されたが、同年2月に後藤勇吉らが一三式艦上攻撃機での訓練飛行中に事故死していたこともあって、寄付金の不足なども重なり太平洋横断飛行が実施されることはなかった。K-12の二号機も事故破損ののちに廃棄されている。川西はK-12を輸送機に改造することも計画していたが、実現しなかった。
なお、世界初の太平洋横断飛行は1931年（昭和6年）にアメリカのミス・ビードル号が達成。日本機による初の太平洋横断飛行は1939年（昭和14年）のニッポン号による世界一周飛行中に行われている。

## 設計
機体は高翼単葉固定脚の単発機で、胴体はジュラルミン製の骨組みに羽布張り、主翼は木製の骨組みに上面羽布、下面合板張り。設計は計画のみに終わったK-9旅客輸送機をベースとしており、航続距離を確保するために胴体内に容量5,000リットルの燃料タンクを有している。ラジエーターは側面引き込み式。

## 諸元
- 全長：19.05 m
- 全幅：11.60 m
- 全高：3.40 m（一号機）、3.60 m（二号機）
- 主翼面積：57.00 m2
- 自重：1,920 kg
- 搭載量：3,580 kg
- 全備重量：5,500 kg
- エンジン：川崎 BMW-6 水冷V型12気筒（離昇550 hp） × 1基
- 最大速度：210 km/h
- 航続距離：5,500 km（航空局の制限外では最大7,250 km）
- 乗員：2名